# Vila Verde da Raia
Vila Verde da Raia é uma povoação raiana portuguesa sede da Freguesia de Vila Verde da Raia do Município de Chaves, freguesia com 9,77 km² de área e 815 habitantes (censo de 2021), tendo, por isso, uma densidade populacional de 83,4 hab./km².
A freguesia foi criada pelo decreto lei nº 49.325, de 28 de outubro de 1969, com lugares desanexados da freguesia de Santo Estêvão.

## Demografia
A população registada nos censos foi:
| Distribuição da População por Grupos Etários | Distribuição da População por Grupos Etários | Distribuição da População por Grupos Etários | Distribuição da População por Grupos Etários | Distribuição da População por Grupos Etários |
| -------------------------------------------- | -------------------------------------------- | -------------------------------------------- | -------------------------------------------- | -------------------------------------------- |
| Ano                                          | 0-14 Anos                                    | 15-24 Anos                                   | 25-64 Anos                                   | > 65 Anos                                    |
| 2001                                         | 128                                          | 103                                          | 455                                          | 169                                          |
| 2011                                         | 114                                          | 113                                          | 537                                          | 229                                          |
| 2021                                         | 74                                           | 64                                           | 400                                          | 277                                          |

## Geografia
É o ponto de entrada em Portugal vindo de Espanha, e aqui estava localizada a guarda fronteiriça entre os dois países: do lado português a Guarda Fiscal e do lado espanhol os “Carabineiros”.
As suas duas celebrações mais importantes são a festa em honra de Nossa Senhora das Neves dia 5 de Agosto a sua padroeira e o Nosso Senhor dos Milagres no primeiro domingo do mês de setembro.